# 흘리드스캴프

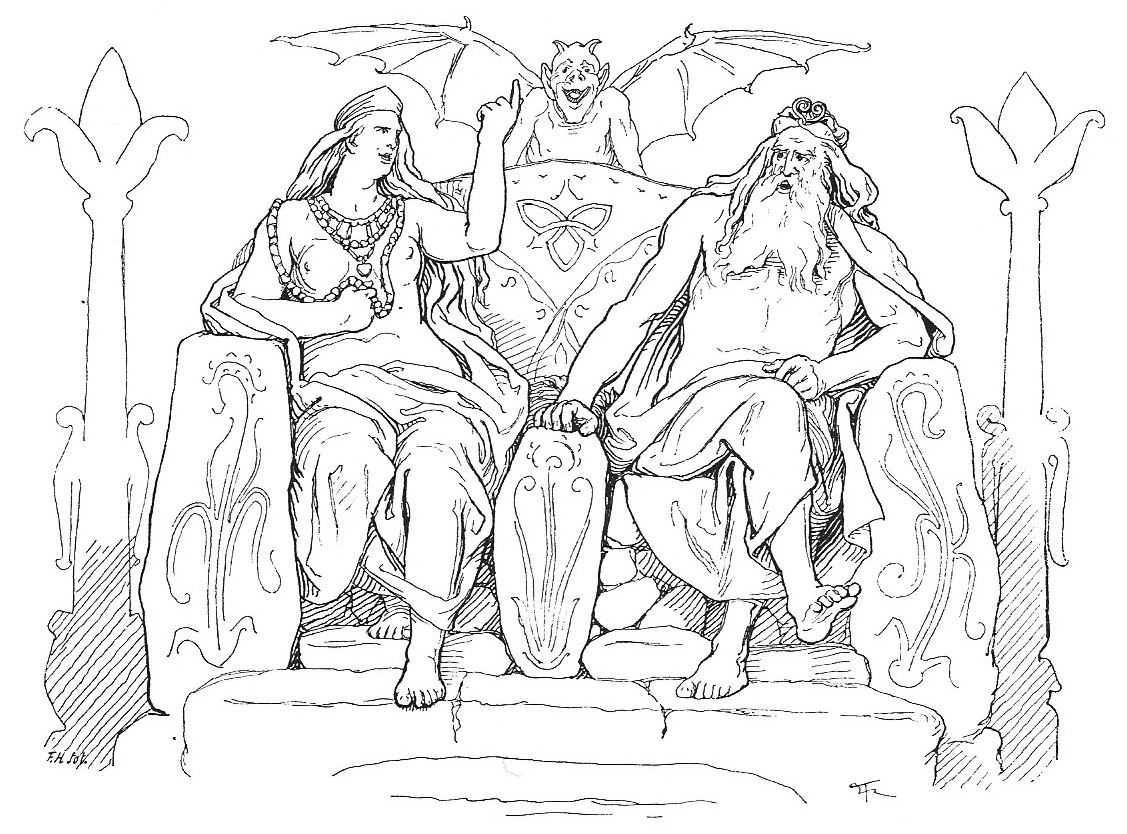
흘리드스캴프에 앉은 오딘과 프리그. 로렌츠 프뢸리히 그림.

흘리드스캴프(고대 노르드어: Hliðskjálf [ˈhlið skjɑːɫf, -sçɑːɫf] )는 노르드 신화에 나오는 오딘의 옥좌로, 우주의 모든 세계를 둘러볼 수 있다.

## 문헌상의 출전

### 고 에다
〈그림니르가 말하기를〉에서 프리그와 오딘이 흘리드스캴프에 앉아 과거 그들이 각각 가르쳤던 아그나르와 게이로트를 살펴본다. 아그나르는 동굴 속에서 거인들과 살고 있고 게이로트는 왕이 되었다. 프리그는 오딘에게 게이로트는 무자비하고 손님을 고문한다고 모함하는데, 이에 오딘이 확인해보기 위해 변장하고 게이로트를 찾아간다.
〈스키르니르가 말하기를〉에서는 뜬금없이 프레이가 흘리드스캴프에 앉아서 세상구경을 하는데, 요툰헤임의 아름다운 여성 거인 게르드를 본 프레이는 그녀에게 반하게 된다.

### 신 에다
〈길피의 속임수〉에서 스노리는 흘리드스캴프를 네 번 언급한다. 첫 번째로 언급될 때는 흘리드스캴프란 옥좌가 아니라 저택을 가리키는 것으로 보인다.
“흘리드스캴프라는 집이 있으니, 지고자가 그 집 안의 높은 자리에 앉아, 모든 세계와 모든 인간 행동을 볼 수 있으며, 자신이 보는 것을 모두 알 수 있다.”
그러나 두 번째로 언급될 때는 옥좌 이름이 흘리드스캴프라고 한다.
“발라스캴프라는 또다른 장엄한 집이 있으니, 바로 오딘의 것이다. 신들이 그 저택을 짓고 순은으로 지붕을 올렸으니, 그 저택 안에 소위 흘리드스캴프라 하는 높은 자리가 있다. 지고자가 그 자리에 앉기만 하면, 그는 모든 땅을 둘러볼 수 있다.”
세 번째로 언급되는 것은 〈스키르니르가 말하기를〉을 인용한 프레이의 게르드 구애 때이다.
마지막으로 언급되는 것은 발드르가 죽고 나서 도망친 로키를 잡기 위해 오딘이 옥좌를 사용했다는 것이다.

## 같이 보기
- 발라스캴프